# Heinrich Fick

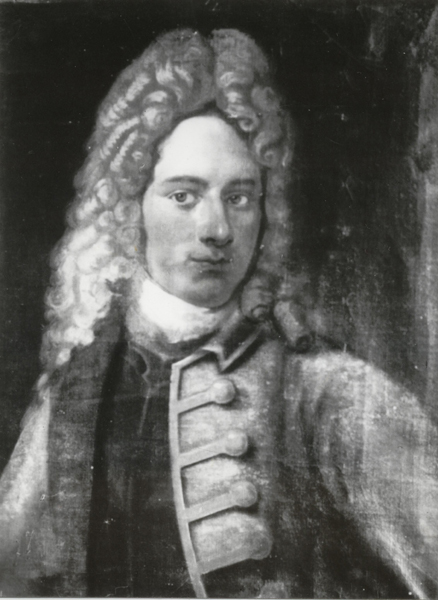
Heinrich Fick.

Heinrich Fick, född 1679, död 1750, var en rysk ämbetsman.
Fick föddes i Hamburg, stod 1700-10 i svensk krigstjänst i Östersjöprovinserna, var därefter en tid i holstein-gottorpsk tjänst och från 1715 i rysk. Under ett års vistelse i Sverige anskaffade Fick avskrifter av svenska författningar och reglementen, värvade därpå flera utlänningar för rysk tjänst och var även på annat sätt en av Peter den stores verksammaste och mest betrodda medhjälpare vid hans nyorganisation av den ryska förvaltningen. 1726 blev han vicepresident i det ryska kommerskollegiet, men föll 1731 i onåd och sändes 1732 till Sibirien. 1741 återkallades han och återfick 1744 sina konfiskerade egendomar men deltog ej vidare i det politiska livet.
Under sin tid som krigsfånge i Ryssland skapade Axel Gyllenkrok olika dokument som 1711 överlämnades till defensionskommissionen i Stockholm. Det är möjligt att det var Fick som angav honom för ryssarna och att han fängslades. 